# Oqil Oqilov
Oqil Ghajbullojevitj Oqilov (tadzjikiska: Оқил Ғайбуллоевич Оқилов eller آقل غیباللهیوچ آقلاو), även stavat Akil Akilov, född 2 februari 1944 i Chudzjand, var Tadzjikistans premiärminister mellan 20 december 1999 och 23 december 2013. Han efterträddes på posten av Qohir Rasulzoda. Liksom president Emomaly Rahmon tillhör han Tadzjikistans demokratiska folkparti.